# Витлих
Витлих (на немски: Wittlich) е град в Рейнланд-Пфалц, Германия с 18 906 жители (към 31 декември 2017). Намира се между Трир и Кобленц.
За пръв път Витлих е споменат в документ през 1065 г. Получава права на град през 1291 г. от крал Рудолф фон Хабсбург (1218 – 1291).